# Volta a Astúries 2017
La Volta a Astúries 2017, seixantena edició de la Volta a Astúries, es va disputar entre el 29 d'abril i l'1 de maig de 2017 sobre un recorregut de 466 km repartits entre tres etapes. La cursa formava part del calendari de l'UCI Europa Tour 2017, amb una categoria 2.1.
El vencedor final fou Nairo Quintana (Movistar Team) aconseguint també una victòria d'etapa, després de desqualificació el març de 2021 per dopatge del saixenc Raúl Alarcón (W52-FC Porto). L'acompanyaren al podi Óscar Sevilla (Medellín–Inder) i João Benta (RP-Boavista). En les classificacions secundàries Sergio Higuita (Manzana Postobón Team) guanyà la muntanya, Fernando Grijalba (Kuwait-Cartucho.es) les metes volants i el W52-FC Porto fou el millor equip.

## Equips participants
En aquesta edició hi prendran part 20 equips:
| WorldTeam- Movistar Team Equips continentals professionals (3)- Caja Rural-Seguros RGA - Israel Cycling Academy - Manzana Postobón Equips continentals (15)- Bicicletas Strongman - Burgos-BH - D'Amico-Utensilnord - Euskadi Basque Country-Murias - Inteja-Dominican - Kuwait-Cartucho.es - LA Alumínios-Metalusa-BlackJack - Lokosphinx - Louletano-Hospital de Loulé - Medellín-Inder - RP-Boavista - Sapura - Sporting-Tavira - Team Ukyo - W52-FC Porto Equip nacional- Espanya |
| |

## Etapes
| Etapa    | Data      | Ciutats d'etapa            | type              | Distància (km) | Vencedor de l'etapa                      | Líder de la general                      |
| -------- | --------- | -------------------------- | ----------------- | -------------- | ---------------------------------------- | ---------------------------------------- |
| 1a etapa | 29 de abr | Oviedo – La Pola           | etapa accidentada | 169,2          | Weimar Roldán Ortiz                      | Weimar Roldán Ortiz                      |
| 2a etapa | 30 de abr | La Ribera – Alto del Acebo | etapa de muntanya | 177,1          | Nairo Quintana Rojas                     | Raúl Alarcón García Nairo Quintana Rojas |
| 3a etapa | 1 de maig | Cangas del Narcea – Oviedo | etapa accidentada | 120,9          | Raúl Alarcón García Óscar Sevilla Rivera | Raúl Alarcón García Nairo Quintana Rojas |

### Etapa 1
| \| Classificació de l'etapa \| Classificació de l'etapa \| Classificació de l'etapa \| Classificació de l'etapa \| Classificació de l'etapa \| \| Corredor \| Corredor \| Equip \| Temps \| \| \| ------------------------ \| ------------------------- \| ----------------------------- \| ------------------------ \| ------------------------ \| \| 1r \| Weimar Roldán Ortiz \| Medellín-Inder \| 4h 12' 50" \| \| \| 2n \| Raúl Alarcón García \| W52-FC Porto \| DQ \| \| \| 2n \| Carlos Barbero Cuesta \| Movistar Team \| + 27" \| \| \| 3r \| Benjamí Prades i Reverter \| Team Ukyo \| + 27" \| \| \| 4t \| Óscar Sevilla Rivera \| Medellín-Inder \| + 27" \| \| \| 5è \| Aldemar Reyes Ortega \| Manzana Postobón \| + 27" \| \| \| 6è \| João Benta \| RP-Boavista \| + 27" \| \| \| 7è \| Garikoitz Bravo Oiarbide \| Euskadi Basque Country-Murias \| + 27" \| \| \| 8è \| Rinaldo Nocentini \| Sporting-Tavira \| + 27" \| \| \| 9è \| Ricardo Vilela \| Manzana Postobón \| + 27" \| \| |                           |                               |            |
| |                           |                               |            |
| |                           |                               |            |
| Classificació de l'etapa |                           |                               |            |
| Corredor | Corredor                  | Equip                         | Temps      |
| 1r | Weimar Roldán Ortiz       | Medellín-Inder                | 4h 12' 50" |
| 2n | Raúl Alarcón García       | W52-FC Porto                  | DQ         |
| 2n | Carlos Barbero Cuesta     | Movistar Team                 | + 27"      |
| 3r | Benjamí Prades i Reverter | Team Ukyo                     | + 27"      |
| 4t | Óscar Sevilla Rivera      | Medellín-Inder                | + 27"      |
| 5è | Aldemar Reyes Ortega      | Manzana Postobón              | + 27"      |
| 6è | João Benta                | RP-Boavista                   | + 27"      |
| 7è | Garikoitz Bravo Oiarbide  | Euskadi Basque Country-Murias | + 27"      |
| 8è | Rinaldo Nocentini         | Sporting-Tavira               | + 27"      |
| 9è | Ricardo Vilela            | Manzana Postobón              | + 27"      |

| \| Classificació general \| Classificació general \| Classificació general \| Classificació general \| Classificació general \| \| Corredor \| Corredor \| Equip \| Temps \| \| \| --------------------- \| ------------------------- \| ----------------------------- \| --------------------- \| --------------------- \| \| 1r \| Weimar Roldán Ortiz \| Medellín-Inder \| 4h 12' 40" \| \| \| 2n \| Raúl Alarcón García \| W52-FC Porto \| DQ \| \| \| 2n \| Carlos Barbero Cuesta \| Movistar Team \| + 33" \| \| \| 3r \| Benjamí Prades i Reverter \| Team Ukyo \| + 37" \| \| \| 4t \| Óscar Sevilla Rivera \| Medellín-Inder \| + 37" \| \| \| 5è \| Aldemar Reyes Ortega \| Manzana Postobón \| + 37" \| \| \| 6è \| João Benta \| RP-Boavista \| + 37" \| \| \| 7è \| Garikoitz Bravo Oiarbide \| Euskadi Basque Country-Murias \| + 37" \| \| \| 8è \| Rinaldo Nocentini \| Sporting-Tavira \| + 37" \| \| \| 9è \| Ricardo Vilela \| Manzana Postobón \| + 37" \| \| |                           |                               |            |
| |                           |                               |            |
| |                           |                               |            |
| Classificació general |                           |                               |            |
| Corredor | Corredor                  | Equip                         | Temps      |
| 1r | Weimar Roldán Ortiz       | Medellín-Inder                | 4h 12' 40" |
| 2n | Raúl Alarcón García       | W52-FC Porto                  | DQ         |
| 2n | Carlos Barbero Cuesta     | Movistar Team                 | + 33"      |
| 3r | Benjamí Prades i Reverter | Team Ukyo                     | + 37"      |
| 4t | Óscar Sevilla Rivera      | Medellín-Inder                | + 37"      |
| 5è | Aldemar Reyes Ortega      | Manzana Postobón              | + 37"      |
| 6è | João Benta                | RP-Boavista                   | + 37"      |
| 7è | Garikoitz Bravo Oiarbide  | Euskadi Basque Country-Murias | + 37"      |
| 8è | Rinaldo Nocentini         | Sporting-Tavira               | + 37"      |
| 9è | Ricardo Vilela            | Manzana Postobón              | + 37"      |

### Etapa 2
| \| Classificació de l'etapa \| Classificació de l'etapa \| Classificació de l'etapa \| Classificació de l'etapa \| Classificació de l'etapa \| \| Corredor \| Corredor \| Equip \| Temps \| \| \| ------------------------ \| ------------------------ \| ------------------------ \| ------------------------ \| ------------------------ \| \| 1r \| Nairo Quintana Rojas \| Movistar Team \| 5h 19' 40" \| \| \| 2n \| Raúl Alarcón García \| W52-FC Porto \| DQ \| \| \| 2n \| Fernando Barceló Aragón \| Espanya \| + 31" \| \| \| 3r \| Alejandro Marque Porto \| Sporting-Tavira \| + 33" \| \| \| 4t \| Sergio Pardilla Bellón \| Caja Rural-Seguros RGA \| + 35" \| \| \| 5è \| João Benta \| RP-Boavista \| + 37" \| \| \| 6è \| Óscar Sevilla Rivera \| Medellín-Inder \| + 39" \| \| \| 7è \| Ricardo Mestre Correira \| W52-FC Porto \| + 43" \| \| \| 8è \| Joaquim Silva \| W52-FC Porto \| + 49" \| \| \| 9è \| Dayer Quintana Rojas \| Movistar Team \| + 53" \| \| |                         |                        |            |
| |                         |                        |            |
| |                         |                        |            |
| Classificació de l'etapa |                         |                        |            |
| Corredor | Corredor                | Equip                  | Temps      |
| 1r | Nairo Quintana Rojas    | Movistar Team          | 5h 19' 40" |
| 2n | Raúl Alarcón García     | W52-FC Porto           | DQ         |
| 2n | Fernando Barceló Aragón | Espanya                | + 31"      |
| 3r | Alejandro Marque Porto  | Sporting-Tavira        | + 33"      |
| 4t | Sergio Pardilla Bellón  | Caja Rural-Seguros RGA | + 35"      |
| 5è | João Benta              | RP-Boavista            | + 37"      |
| 6è | Óscar Sevilla Rivera    | Medellín-Inder         | + 39"      |
| 7è | Ricardo Mestre Correira | W52-FC Porto           | + 43"      |
| 8è | Joaquim Silva           | W52-FC Porto           | + 49"      |
| 9è | Dayer Quintana Rojas    | Movistar Team          | + 53"      |

| \| Classificació general \| Classificació general \| Classificació general \| Classificació general \| Classificació general \| \| Corredor \| Corredor \| Equip \| Temps \| \| \| --------------------- \| ----------------------- \| ---------------------- \| --------------------- \| --------------------- \| \| 1r \| Raúl Alarcón García \| W52-FC Porto \| DQ \| \| \| 1r \| Nairo Quintana Rojas \| Movistar Team \| 9h 32' 47" \| \| \| 2n \| Alejandro Marque Porto \| Sporting-Tavira \| + 43" \| \| \| 3r \| Sergio Pardilla Bellón \| Caja Rural-Seguros RGA \| + 45" \| \| \| 4t \| João Benta \| RP-Boavista \| + 47" \| \| \| 5è \| Óscar Sevilla Rivera \| Medellín-Inder \| + 49" \| \| \| 6è \| Ricardo Mestre Correira \| W52-FC Porto \| + 53" \| \| \| 7è \| Ricardo Vilela \| Manzana Postobón \| + 1' 13" \| \| \| 8è \| Joaquim Silva \| W52-FC Porto \| + 1' 20" \| \| \| 9è \| Dayer Quintana Rojas \| Movistar Team \| + 1' 27" \| \| |                         |                        |            |
| |                         |                        |            |
| |                         |                        |            |
| Classificació general |                         |                        |            |
| Corredor | Corredor                | Equip                  | Temps      |
| 1r | Raúl Alarcón García     | W52-FC Porto           | DQ         |
| 1r | Nairo Quintana Rojas    | Movistar Team          | 9h 32' 47" |
| 2n | Alejandro Marque Porto  | Sporting-Tavira        | + 43"      |
| 3r | Sergio Pardilla Bellón  | Caja Rural-Seguros RGA | + 45"      |
| 4t | João Benta              | RP-Boavista            | + 47"      |
| 5è | Óscar Sevilla Rivera    | Medellín-Inder         | + 49"      |
| 6è | Ricardo Mestre Correira | W52-FC Porto           | + 53"      |
| 7è | Ricardo Vilela          | Manzana Postobón       | + 1' 13"   |
| 8è | Joaquim Silva           | W52-FC Porto           | + 1' 20"   |
| 9è | Dayer Quintana Rojas    | Movistar Team          | + 1' 27"   |

### Etapa 3
| \| Classificació de l'etapa \| Classificació de l'etapa \| Classificació de l'etapa \| Classificació de l'etapa \| Classificació de l'etapa \| \| Corredor \| Corredor \| Equip \| Temps \| \| \| ------------------------ \| ------------------------- \| ----------------------------- \| ------------------------ \| ------------------------ \| \| 1r \| Raúl Alarcón García \| W52-FC Porto \| DQ \| \| \| 1r \| Óscar Sevilla Rivera \| Medellín-Inder \| 2h 48' 19" \| \| \| 2n \| João Benta \| RP-Boavista \| + 0" \| \| \| 3r \| Mikel Bizkarra Etxegibel \| Euskadi Basque Country-Murias \| + 3" \| \| \| 4t \| Nairo Quintana Rojas \| Movistar Team \| + 8" \| \| \| 5è \| Benjamí Prades i Reverter \| Team Ukyo \| + 33" \| \| \| 6è \| José Herrada López \| Movistar Team \| + 33" \| \| \| 7è \| Ricardo Mestre Correira \| W52-FC Porto \| + 33" \| \| \| 8è \| Alejandro Marque Porto \| Sporting-Tavira \| + 33" \| \| \| 9è \| Mikel Iturria Segurola \| Euskadi Basque Country-Murias \| + 33" \| \| |                           |                               |            |
| |                           |                               |            |
| |                           |                               |            |
| Classificació de l'etapa |                           |                               |            |
| Corredor | Corredor                  | Equip                         | Temps      |
| 1r | Raúl Alarcón García       | W52-FC Porto                  | DQ         |
| 1r | Óscar Sevilla Rivera      | Medellín-Inder                | 2h 48' 19" |
| 2n | João Benta                | RP-Boavista                   | + 0"       |
| 3r | Mikel Bizkarra Etxegibel  | Euskadi Basque Country-Murias | + 3"       |
| 4t | Nairo Quintana Rojas      | Movistar Team                 | + 8"       |
| 5è | Benjamí Prades i Reverter | Team Ukyo                     | + 33"      |
| 6è | José Herrada López        | Movistar Team                 | + 33"      |
| 7è | Ricardo Mestre Correira   | W52-FC Porto                  | + 33"      |
| 8è | Alejandro Marque Porto    | Sporting-Tavira               | + 33"      |
| 9è | Mikel Iturria Segurola    | Euskadi Basque Country-Murias | + 33"      |

## Classificació final
| \| Classificació general \| Classificació general \| Classificació general \| Classificació general \| Classificació general \| \| Corredor \| Corredor \| Equip \| Temps \| \| \| --------------------- \| ------------------------ \| ----------------------------- \| --------------------- \| --------------------- \| \| 1r \| Raúl Alarcón García \| W52-FC Porto \| DQ \| \| \| 1r \| Nairo Quintana Rojas \| Movistar Team \| 12h 21' 14" \| \| \| 2n \| Óscar Sevilla Rivera \| Medellín-Inder \| + 35" \| \| \| 3r \| João Benta \| RP-Boavista \| + 35" \| \| \| 4t \| Alejandro Marque Porto \| Sporting-Tavira \| + 1' 08" \| \| \| 5è \| Sergio Pardilla Bellón \| Caja Rural-Seguros RGA \| + 1' 10" \| \| \| 6è \| Ricardo Mestre Correira \| W52-FC Porto \| + 1' 18" \| \| \| 7è \| Ricardo Vilela \| Manzana Postobón \| + 1' 38" \| \| \| 8è \| Joaquim Silva \| W52-FC Porto \| + 1' 45" \| \| \| 9è \| Hernán Aguirre Calpa \| Manzana Postobón \| + 2' 14" \| \| \| 10è \| Garikoitz Bravo Oiarbide \| Euskadi Basque Country-Murias \| + 2' 23" \| \| |                          |                               |             |
| |                          |                               |             |
| Font: ProCyclingStats |                          |                               |             |
| Classificació general |                          |                               |             |
| Corredor | Corredor                 | Equip                         | Temps       |
| 1r | Raúl Alarcón García      | W52-FC Porto                  | DQ          |
| 1r | Nairo Quintana Rojas     | Movistar Team                 | 12h 21' 14" |
| 2n | Óscar Sevilla Rivera     | Medellín-Inder                | + 35"       |
| 3r | João Benta               | RP-Boavista                   | + 35"       |
| 4t | Alejandro Marque Porto   | Sporting-Tavira               | + 1' 08"    |
| 5è | Sergio Pardilla Bellón   | Caja Rural-Seguros RGA        | + 1' 10"    |
| 6è | Ricardo Mestre Correira  | W52-FC Porto                  | + 1' 18"    |
| 7è | Ricardo Vilela           | Manzana Postobón              | + 1' 38"    |
| 8è | Joaquim Silva            | W52-FC Porto                  | + 1' 45"    |
| 9è | Hernán Aguirre Calpa     | Manzana Postobón              | + 2' 14"    |
| 10è | Garikoitz Bravo Oiarbide | Euskadi Basque Country-Murias | + 2' 23"    |

## Evolució de les classificacions
| Etapa                      | Classificació general | Classificació per punts | Classificació de la muntanya | Classificació de les metes volants | Classificació per equips |
| -------------------------- | --------------------- | ----------------------- | ---------------------------- | ---------------------------------- | ------------------------ |
| 1.ª etapa (Weimar Roldán)  | Weimar Roldán         | Weimar Roldán           | Domingos Gonçalves           | Joaquim Silva                      | Medellín-Inder           |
| 2.ª etapa (Nairo Quintana) | Raúl Alarcón          | Raúl Alarcón            | Sergio Higuita               | Domingos Gonçalves                 | W52-FC Porto             |
| 3.ª etapa (Raúl Alarcón)   | Raúl Alarcón          | Raúl Alarcón            | Sergio Higuita               | Fernando Grijalba                  | W52-FC Porto             |
| Classificació final        | Raúl Alarcón          | Raúl Alarcón            | Sergio Higuita               | Fernando Grijalba                  | W52-FC Porto             |